# Реббіт Геш (Кентуккі)
Реббіт_Геш (англ. Rabbit Hash) — переписна місцевість (CDP) в США, в окрузі Бун штату Кентуккі. Населення — 254 особи (2020).

## Географія
Реббіт_Геш розташований за координатами 38°55′55″ пн. ш. 84°50′57″ зх. д. / 38.93194° пн. ш. 84.84917° зх. д. (38.931888, -84.849066).  За даними Бюро перепису населення США в 2010 році переписна місцевість мала площу 17,98 км², з яких 13,21 км² — суходіл та 4,76 км² — водойми.

## Демографія
Згідно з переписом 2010 року, у переписній місцевості мешкало 315 осіб у 121 домогосподарстві у складі 102 родин. Густота населення становила 18 осіб/км².  Було 141 помешкання (8/км²).
Расовий склад населення:
| - 98,1 % — білих - 1,0 % — корінних американців - 0,3 % — азіатів |

До двох чи більше рас належало 0,3 %. Частка іспаномовних становила 1,0 % від усіх жителів.
За віковим діапазоном населення розподілялося таким чином: 20,3 % — особи молодші 18 років, 65,4 % — особи у віці 18—64 років, 14,3 % — особи у віці 65 років та старші. Медіана віку мешканця становила 46,2 року. На 100 осіб жіночої статі у переписній місцевості припадало 111,4 чоловіків;  на 100 жінок у віці від 18 років та старших — 105,7 чоловіків також старших 18 років.
Середній дохід на одне домашнє господарство  становив 79 534 долари США (медіана — 83 036), а середній дохід на одну сім'ю — 86 409 доларів (медіана — 86 094). За межею бідності перебувало 6,6 % осіб, у тому числі 0,0 % дітей у віці до 18 років та 0,0 % осіб у віці 65 років та старших.
Цивільне працевлаштоване населення становило 152 особи. Основні галузі зайнятості: роздрібна торгівля — 29,6 %, публічна адміністрація — 20,4 %, освіта, охорона здоров'я та соціальна допомога — 15,8 %, оптова торгівля — 13,8 %.